# クネヴィッチ駅
アエロポルト・クネヴィッチ駅（アエロポルト・クネヴィッチえき、ロシア語：Аэропорт Кневичи）またはクネヴィッチ駅 (クネヴィッチえき、ロシア語:Кневичи) は、ロシア沿海地方アルチョームにある、ウラジオストク空港に隣接したロシア鉄道の駅。シベリア鉄道ナホトカ支線上の駅で、アエロエクスプレスのみ乗り入れる。

## 概要
当駅からウラジオストク中心部のウラジオストク駅まで54分で結んでいる。空港からウラジオストク駅へは、2016年時点で7:57～17:30までに5本、ウラジオストク駅から空港までは7:21～18:00までに5本ずつしかなく運行本数が少ないため注意が必要。

## 歴史
- 2012年 - 開業。

## 駅構造

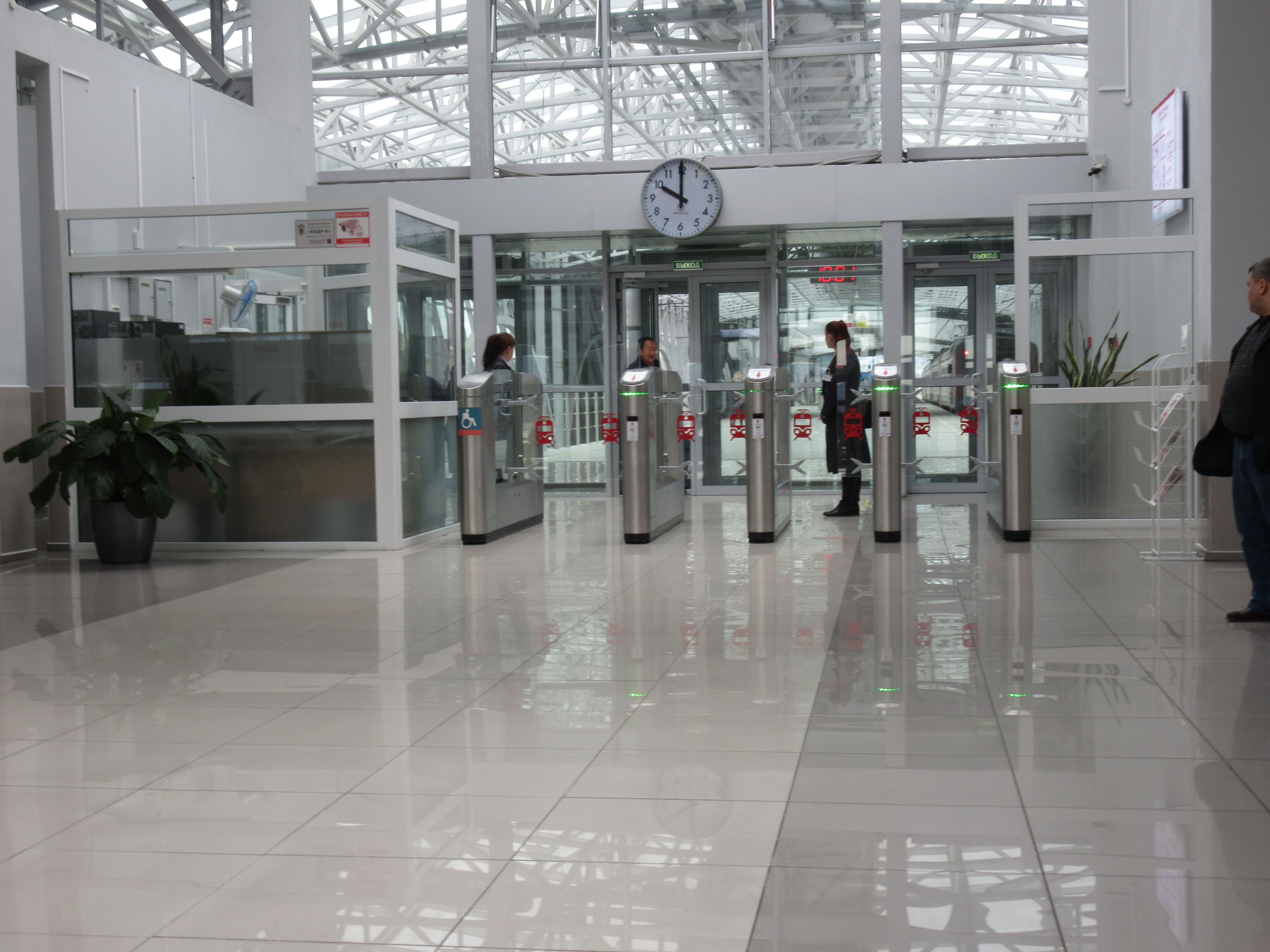
改札口（2017年10月10日）

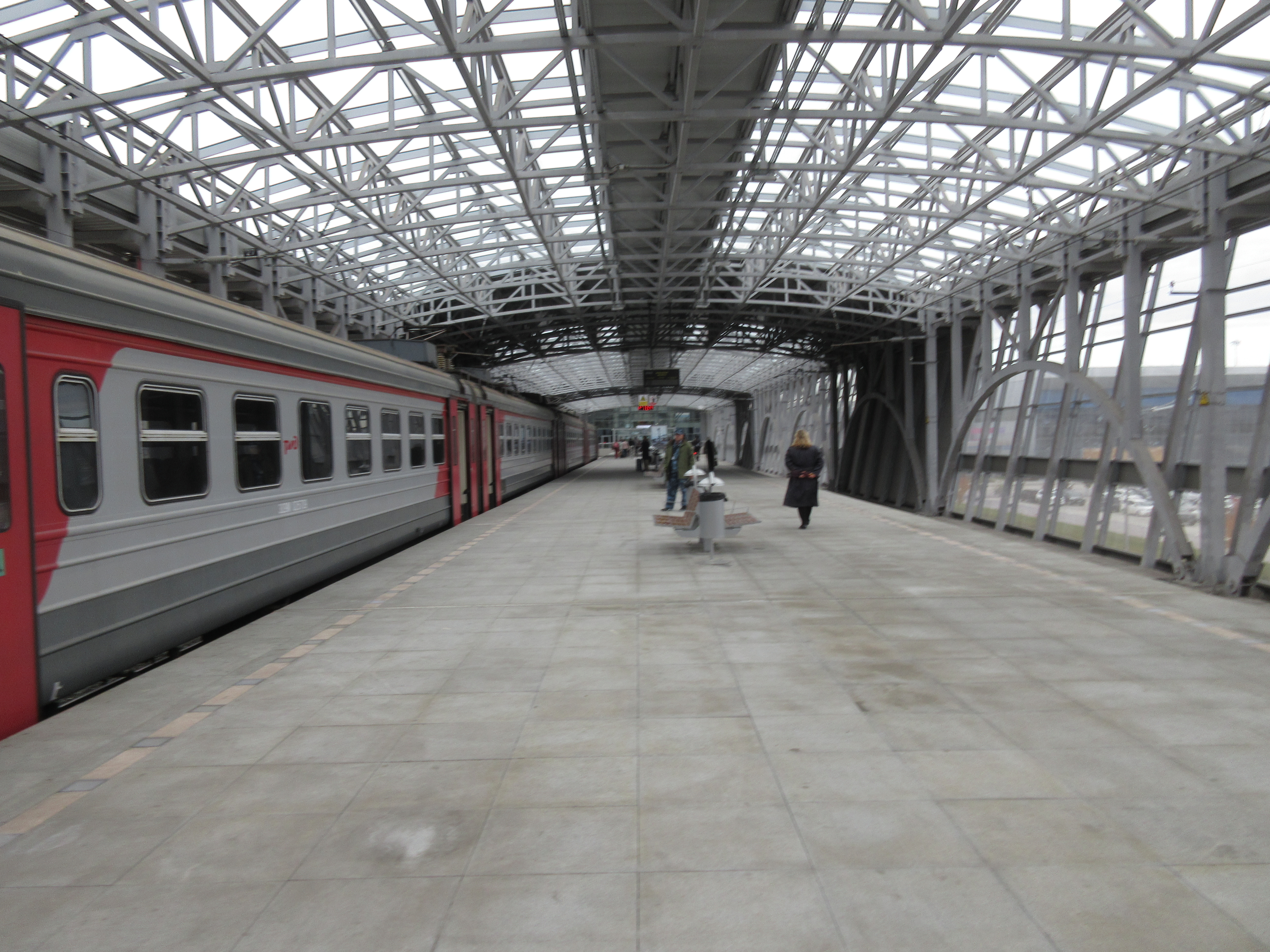
ホーム（2017年10月10日）

1面2線の頭端式ホームを持つ高架駅で、ホーム、コンコースともに2階にある。駅舎は、空港ターミナルの西側に設置され、ターミナルの1階と連絡通路でつながる。連絡通路にはエスカレーター・エレベーター・動く通路が設置されている。改札口設置駅。

### のりば
| ホーム                | 列車               | 行先                           | 備考 |
| --------------------- | ------------------ | ------------------------------ | ---- |
| 東側ホーム 西側ホーム | アエロエクスプレス | ウゴリナヤ・ウラジオストク方面 |      |

## 駅周辺
- ウラジオストク国際空港

## 隣の駅
ロシア鉄道
ナホトカ支線
アエロエクスプレス
アルチョーム駅 - アエロポルト・クネヴィッチ駅